# Malteserkors (mekanik)
Malteserkors är en mekanisk anordning som överför en konstant roterande rörelse till en intermittent (avbruten) roterande rörelse. Det förekommer bland annat i äldre mekaniska filmprojektorer där ett malteserkors för filmen framåt ruta för ruta men låter den under ett kort ögonblick stå helt stilla då bilden projiceras.

Animation som visar ett utvändigt malteserkors. Detta är den vanligaste typen av malteserkors.
Animation som visar ett invändigt malteserkors.